# 水野英子
水野英子（日语：／ Mizuno Hideko，1939年10月29日—），日本漫畫家，是少女漫畫的先驅之一。

## 概要
水野英子是日本女性少女漫畫家之嚆矢，因為她的活躍，影響了之後眾多女性投入創作少女漫畫的行列。她首創戀愛為主題的少女漫畫，造成深遠影響。 

## 經歷
水野英子小學三年級時受到手塚治虫的《漫畫大學》啟發，立志成為漫畫家，中學時向唯一有在募集新人漫畫家的《漫畫少年》投稿。1955年接獲《少女俱樂部》編輯丸山昭的邀稿，在該雜誌上出道，成為人氣作者。爾後與石森章太郎、赤塚不二夫以的筆名合作，因為這個合作的關係，1958年3月水野從下關搬到東京，入住石森與赤塚居住的常盤莊。在常盤莊的期間，水野也常替石森作助手的工作，她自稱受石森的表達技法影響頗多，畫技有飛躍性地提升。
水野早期的作品、與等，是以古代西歐為背景的歷史劇，為當時清一色尋親故事與友情故事的少女漫畫帶來嶄新的風氣，因此當時西歐歷史背景的氣象恢弘羅曼史作品常被稱為「水野調」。